# Пейзли (град, Орегон)
Пейзли (на английски: Paisley) е град в окръг Лейк, щата Орегон, САЩ. Пейзли е с население от 247 жители (2000) и обща площ от km². Намира се на m надморска височина. ЗИП кодът му е 97636, а телефонният му код е 541.